# Anaplecta pygmaea
Anaplecta pygmaea är en kackerlacksart som beskrevs av Bruijning 1959. Anaplecta pygmaea ingår i släktet Anaplecta och familjen småkackerlackor. Inga underarter finns listade i Catalogue of Life.